# Basse (Gâmbia)
Basse é uma das oito Áreas de Governo Local, na Gâmbia. Coincide com a divisão de Upper River. A capital é a cidade de Basse Santa Su.